# Lars Olsson (skulptör)
Lars Olsson var en svensk skulptör, verksam under 1600-talet.
Lars Olsson fick troligen sin utbildning av Hans Behm i Stockholm. Han var med största sannolikhet mästare till predikstolarna i Munsö kyrka och Ekerö kyrka i Uppland samt Halla kyrka och Lunda kyrka i Södermanland. Arbetet bakom predikstolarna kännetecknas av en renässansmässig uppbyggnad med figurskulpturer av enklaste slag, som består av klumpiga träklossar med onaturligt framskjutande huvuden och klassas som svensk bondbarock. Lars Olsson är representerad vid Nordiska museet med predikstolen från Ekerö kyrka.